# 스코울레리아과
스코울레리아과(Scouleriaceae)는 스코울레리아목에 속하는 이끼과의 하나이다. 고깔바위이끼과(Grimmiaceae)에 포함시켜 분류하기도 한다. 북아메리카와 남아메리카, 아시아, 남극에서 발견되는 2속 3종의 이끼로 이루어져 있다.

## 하위 분류
- 스코울레리아속 (Scouleria) Hook., 1829
  - S. aquatica Hooker
  - S. marginata E. Britton
  - S. patagonica
- 트리돈티움속 (Tridontium) Hook.f. in Hook., 1840
  - T. tasmanicum Hook. f.